# Burgus contra Florentiam

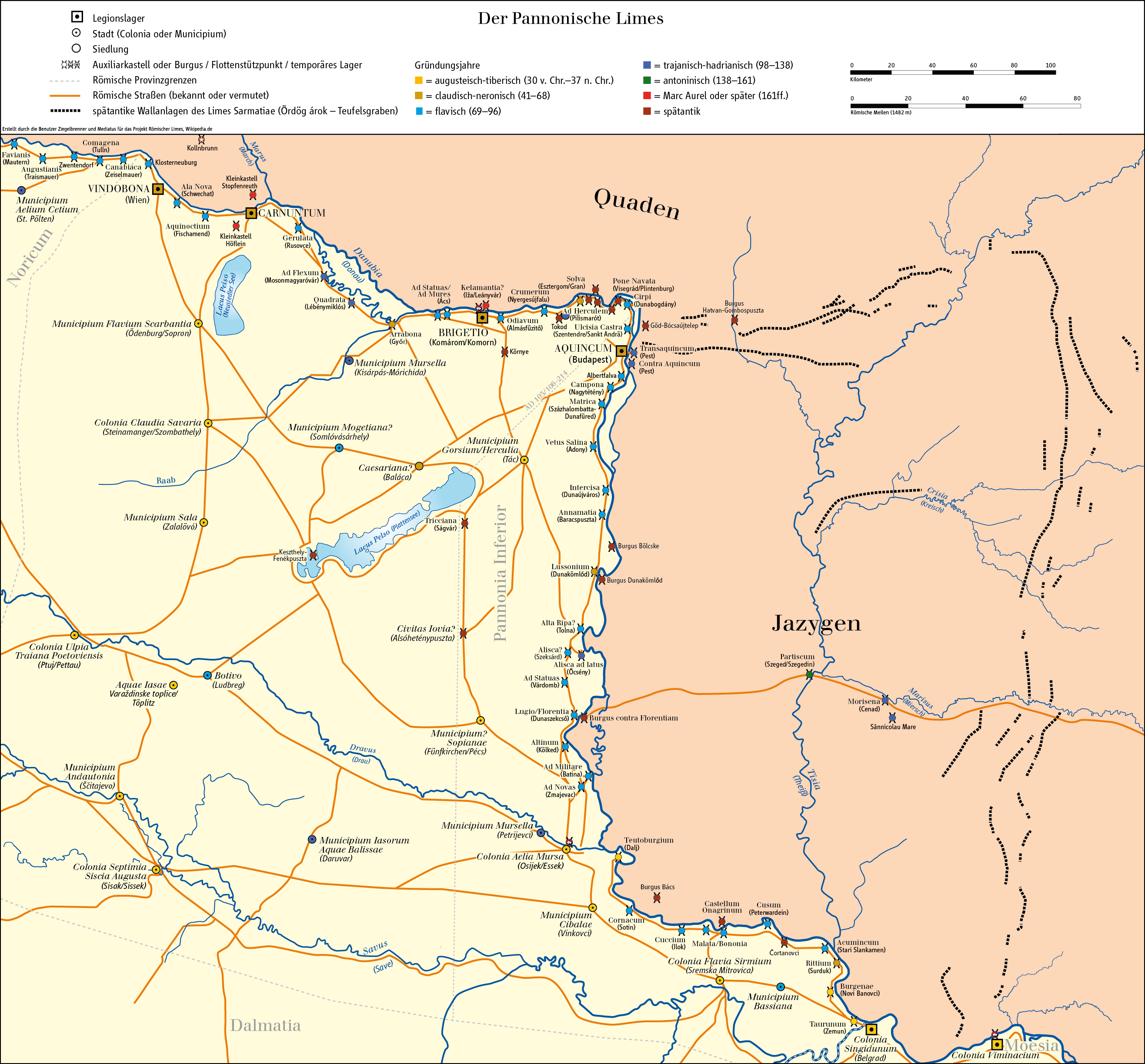
Die Lage des Ländeburgus am Donaulimes.

Der Burgus contra Florentiam war ein spätantiker römischer Ländeburgus, dessen Besatzung einen Flussübergang am pannonischen Donaulimes (Limes Pannonicus) sicherte. Seine Überreste befinden sich auf dem Gemeindegebiet der Ortschaft Dunafalva (dt. Salasche, Seetschke) im Komitat Bács-Kiskun in Ungarn. Die Anlage wurde am östlichen Ufer des Flusses auf dem Gebiet des sarmatischen Barbaricums errichtet. Der Strom markierte in weiten Abschnitten die römische Reichsgrenze. Am anderen Ufer, dem Burgus direkt gegenüber, lag auf einer das flache Land dominierenden Anhöhe das strategisch wichtige Kastell Florentia. Der antike Name des Ländeburgus ist heute umstritten.

## Lage

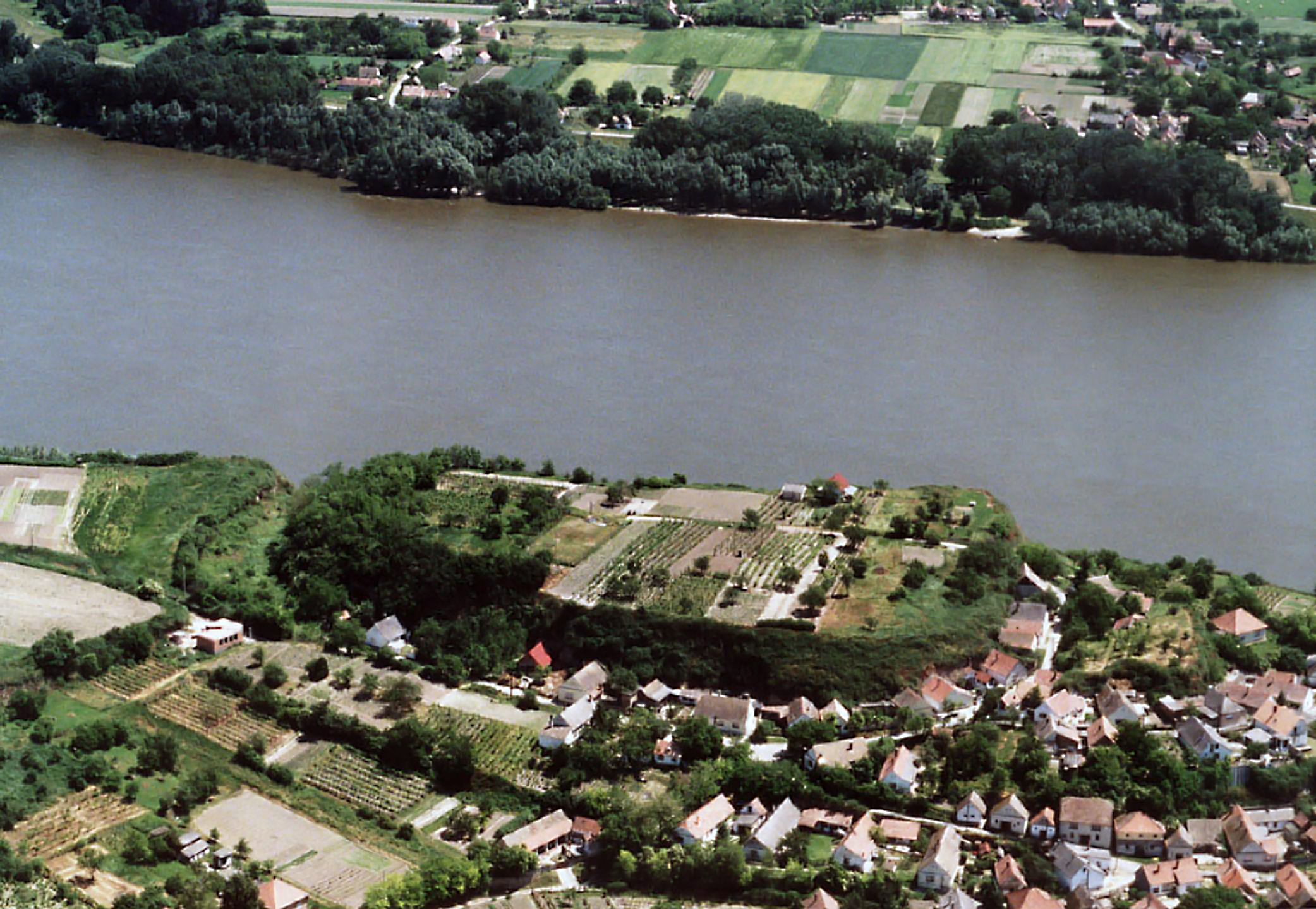
Im Vordergrund liegt das auf einem mächtigen Lößsockel errichtete Kastell Lugio/Florentia; auf der gegenüberliegenden Flussseite, an der kleinen Lichtung des Ufersaums, befand sich der Ländeburgus

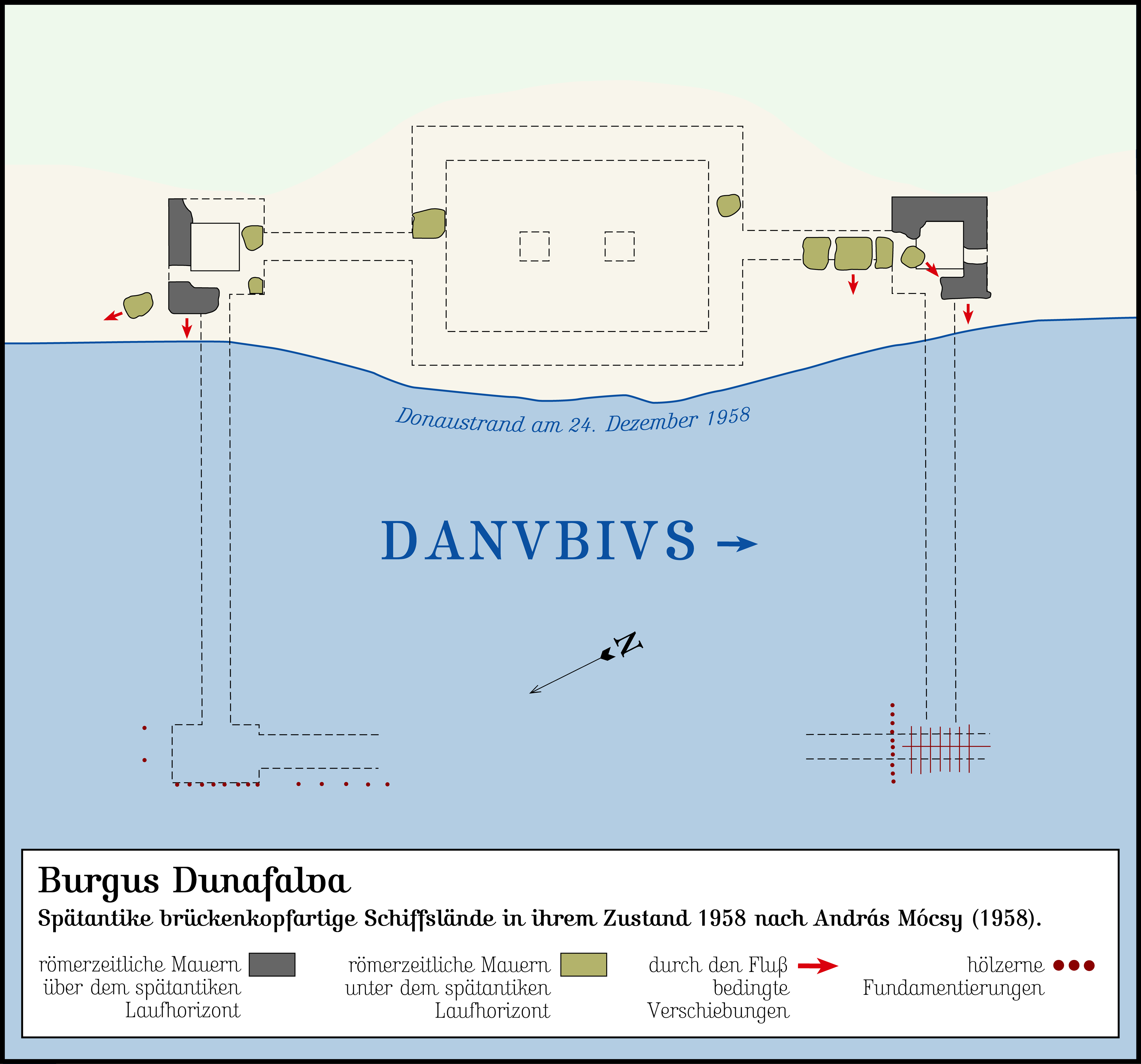
Die Schiffslände von Dunafalva nach der Bestandsaufnahme durch András Mócsy 1958.

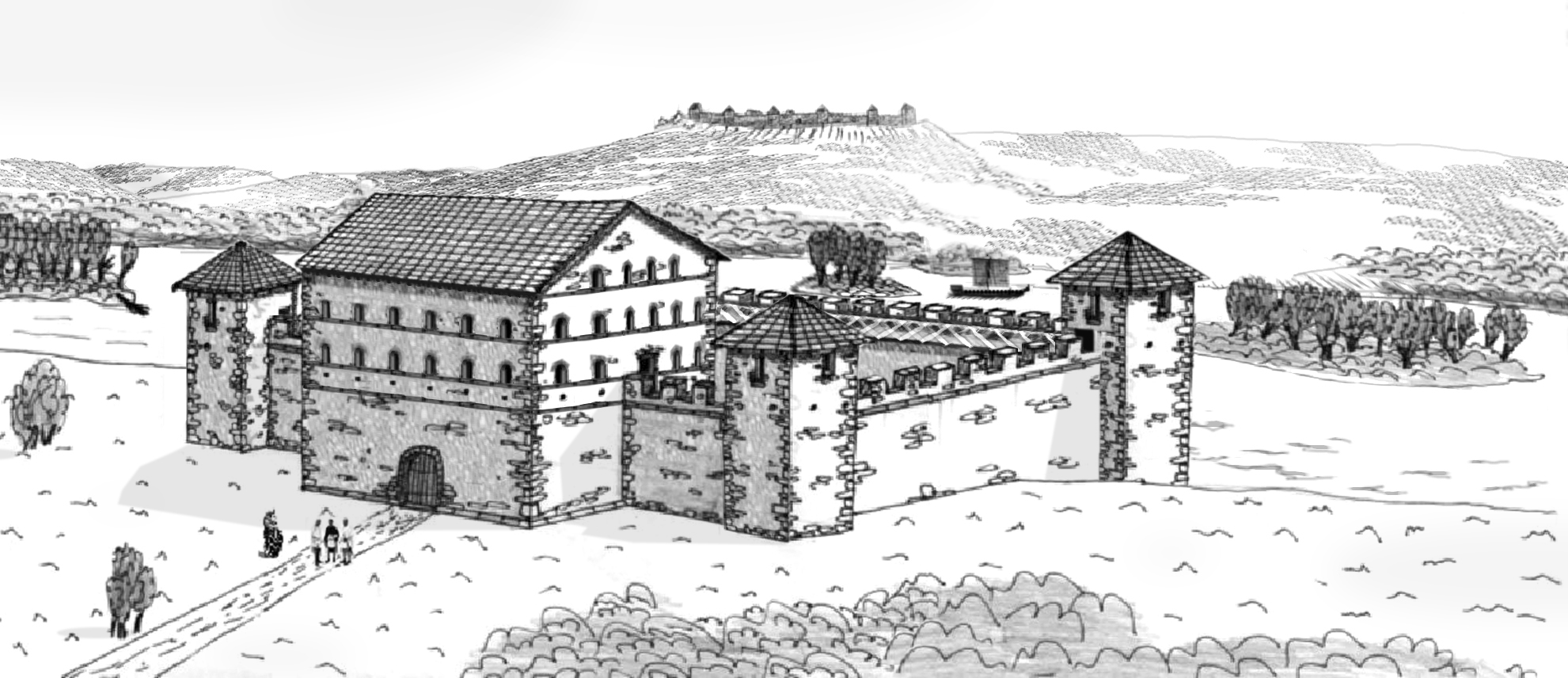
Rekonstruktionsversuch des valentinianischen Ländeburgus. Ein umlaufendes Grabenwerk konnte bei derartigen Befestigungen in Ungarn bislang noch nicht festgestellt werden.

Der am Ostufer der Donau gegründete Burgus liegt auf der großen Insel von Mohács, einem von vielen größeren und kleineren Verästelungen der Donau durchzogenem Landstrich, der in den Reisebeschreibungen des 19. Jahrhunderts als ein sumpfiges, jährlich überschwemmtes Gebiet beschrieben wird und bis heute als ein Kleinod der Vogelkunde gilt. Die hydrologischen Gegebenheiten verdeutlicht auch der süddeutsche Name von Mohác – Moosach. Aufgrund der wichtigen Straßenverbindung nach Dakien befand sich schon seit mittelrömischer Zeit an dieser Stelle ein Flussübergang. Die Besatzung des Burgus stand in engem Kontakt zur Kastellgarnison am westlichen Ufer. Da deren Befestigung auf einer markanten Anhöhe lag, hatte man von dort aus eine gute Fernsicht auf das Land der sarmatischen Jazygen, die eigentlich Verbündete der Römer, aber auch immer wieder zu Aufständen gegen sie bereit waren. Über Dunafalva führte ein bedeutender Handelsweg durch Sarmatien über das Marostal bis nach Dakien, wie ein in Szeged, dem antiken Partiscum, mitten im Barbaricum aufgefundener Weihestein eines römischen Zöllners verdeutlicht.

## Namensgebung
Der Name des Brückenkopfes und seiner Besatzungseinheit ist aus der Notitia dignitatum, einem spätantiken Staatshandbuch, bekannt (…equites sagittarii altino, nunc in burgo contra Florentiam…), doch fehlte hierfür lange Zeit der richtige geographische Bezugspunkt. Aufgrund der mutmaßlichen Route des hier vorbeiführenden Handelsweges vermuteten Wissenschaftler schon im 19. Jahrhundert eine römische Befestigung gegenüber dem schon bekannten Donaukastell von Lugio, doch war diese Annahme ohne entsprechende Grabungen nicht zu beweisen. 1888 erkannte schließlich der Archäologe und Limesforscher Robert Fröhlich (1844–1894) in den Bauresten den aus der Notitia Dignitatum bekannten burgus contra Florentiam („Burgus gegenüber von Florentia“). Da allerdings der damals bereits bekannte, mittelkaiserzeitliche Name des am westlichen Ufer liegenden Kastells Lugio in diesem Staatshandbuch nicht aufschien, stattdessen nur ein Florentia an dessen Stelle genannt wurde, musste der Platz in der Spätantike einen neuen Namen erhalten haben. Somit konnte seiner Ansicht nach mit dem in der Notitia genannten Burgus nur die kurz zuvor untersuchte Ruine bei Dunafalva gemeint sein. Zsolt Visy war in der Vergangenheit ebenfalls der allgemeinen Auffassung gefolgt, dass Dunafalva mit dem Burgus contra Florentiam gleichzusetzen war, später revidierte er seine Meinung jedoch und geht nun davon aus, dass mit contra Florentiam ein anderes, bis heute unbekanntes Kastell in der näheren Umgebung gemeint sein muss, da in der Notitia Dignitatum üblicherweise keine Ländeburgi aufgelistet werden.

## Forschungsgeschichte

### Frühe Beobachtungen

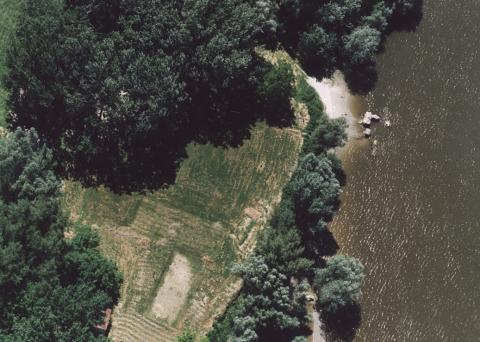
Die Reste des südlichen Eckturms

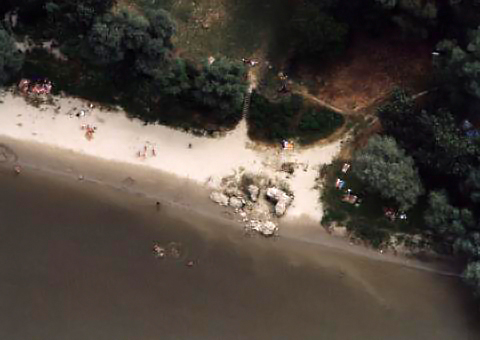
Die Baureste desselben Turms bei niedrigem Wasserstand.

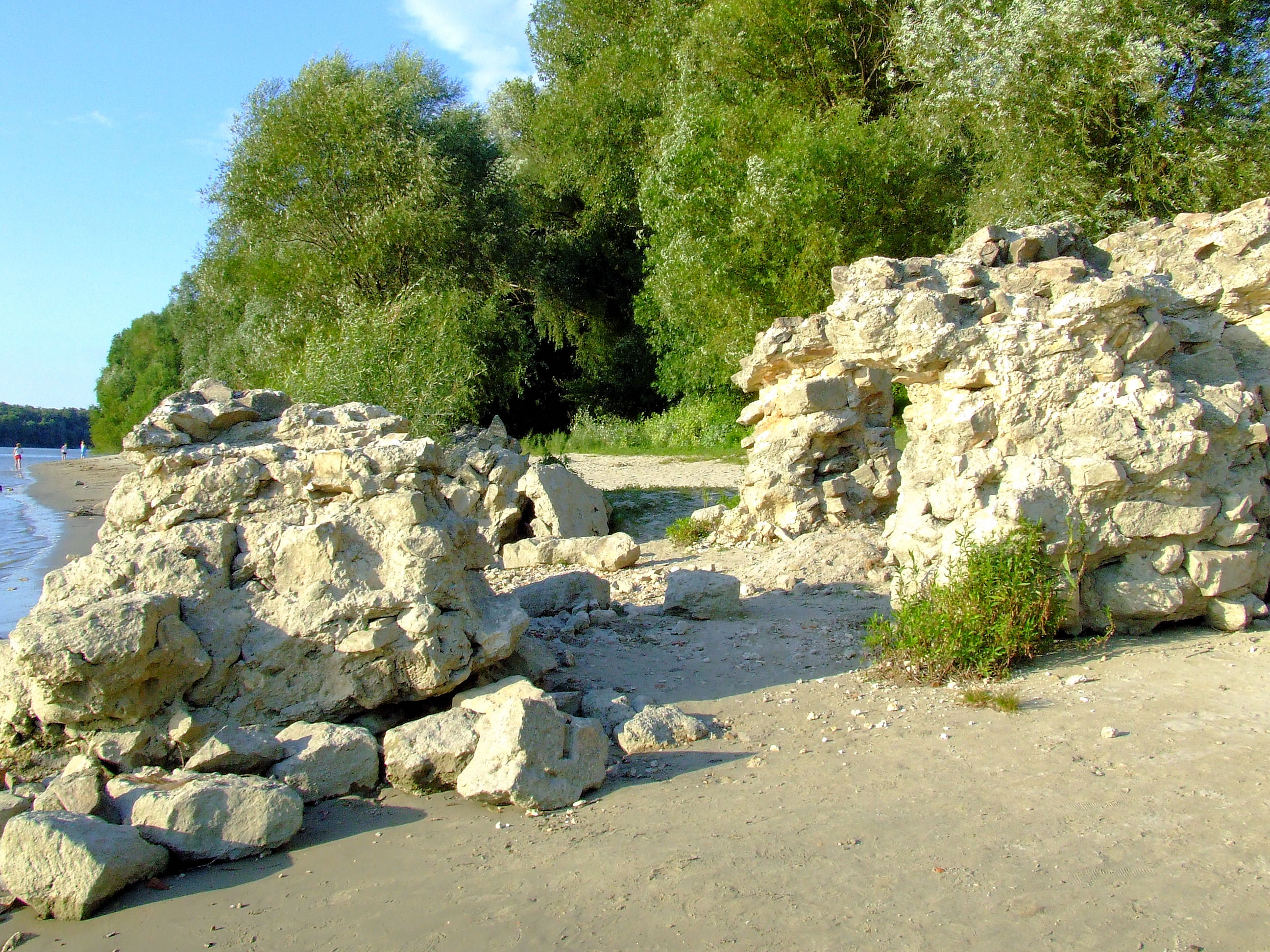
Der südliche Eckturm am Donaustrand (Zustand 2007).

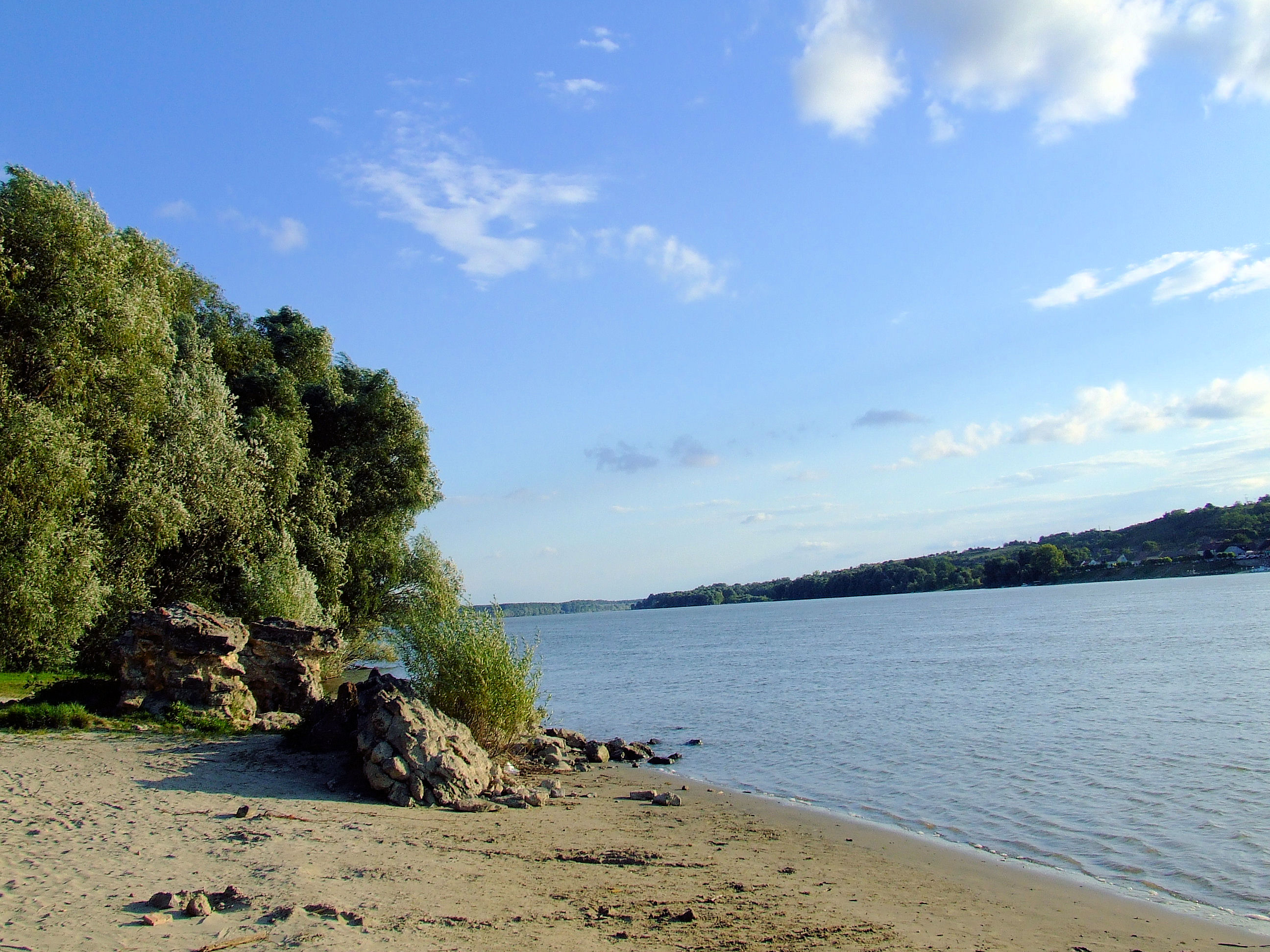
Der Turm aus einer anderen Perspektive (Zustand 2007).

Die römische Anlage galt lange als Rest einer mutmaßlichen mittelalterlichen „Kirche zu Ehren der Engel“ (ung. Angyalok temploma, lat. Templum angelorum). Einer Legende zufolge sollte der 20-jährige böhmisch-ungarische König Ludwig II. nach der für Ungarn katastrophalen Niederlage gegen die Türken 1526 (Schlacht bei Mohács) hier getötet werden. Tatsächlich fanden sich im Umkreis der Ruine mehrere mittelalterliche Gräber mit Gewänderverzierungen, Panzerbruchstücken und Säbeln. Bei Mohács wurden zudem in den 1970er Jahren auch Massengräber für rund 15.000 Gefallene dieser Schlacht entdeckt. Bevor sich die Wissenschaft ernsthaft für den Burgus interessierte, war um 1800 aber schon ein Großteil seines Steinmaterials für den Bau der katholischen Pfarrkirche des angrenzenden Ortes entwendet worden.
Als erster erforschte und dokumentierte im Jahr 1885 der Rechtsanwalt, Kunstsammler und Mäzen Antal Horvath (1848–1912) die antiken Mauerreste:
„Die Ruinen sind weitreichend, jedoch nur bis zu einem geringen Teil freigelegt; einige Teile erstrecken sich auch ins Donaubett hinein ... Die Mauern sind aus Ziegeln, unbehauenen Steinblöcken und bearbeiteten Steinen verschiedenen Ausmaßes gebaut ...“
Zusätzlich berichtete Horvath über aufgefundene Ziegelstempel, von denen er allerdings nur einen richtig lesen konnte: COH(ors) VII BR(eucorum) – die 7. Kohorte der Breuker. Weiters berichtet er von einer – zwischen 200 und 201 für Kaiser Septimius Severus (193–211) entstandenen – Ehreninschrift auf einer Statuenbasis, die als Spolie in der spätantiken Schiffslände vermauert war.
Die nächste Ausgrabung fand unter der Leitung des Althistorikers Alfred von Domaszewski (1856–1927) statt, als er im Zuge seiner Bearbeitung des Supplementbandes zu CIL III auch Ungarn besuchte. Leider ist über diese Arbeiten nur ein Hinweis des Autors zu CIL III 10278, eine mit einer Inschrift versehenen Spolie von einer Statuenbasis des Septimius Severus, bekannt geworden. Möglicherweise hat der Chronist Pfarrer Mauritius Wosinsky (ungarisch: Mór Wosinszky) in seinem 1896 erschienenen Werk über die Frühgeschichte des Komitats Tolna auf die Ergebnisse von Domaszewskis Grabungen zurückgegriffen, da er diesbezüglich sehr genaue Angaben zu dieser Anlage machen konnte, wenn er u. a. schreibt, dass:
„...die im Wasser liegenden Teile abgerechnet, ist das Gebäude 85 m lang und 59 m breit. Die Mauern sind 1,90–1,45 m stark. Im Inneren des Gebäudes laufen fünf Quermauern in nordsüdlicher Richtung.“
Da die Grundbesitzer das damals noch weitgehend intakte Gemäuer als Steinbruch nutzten, sollen noch insgesamt sechs weitere Spolien mit Inschriften zum Vorschein gekommen sein, von denen jedoch nur drei vor dem Verschwinden gerettet werden konnten. Neben den zwei bereits bekannten des Septimius Severus kam nun auch eine Statuenbasis aus der Zeit des Kaisers Caracalla (211–217) hinzu. Eine weitere von der antiken Schiffslände stammende und bis dahin unveröffentlichte römische Inschriftenspolie aus der Regierungsperiode des Kaisers Mark Aurel (161–180) beschrieb der erste Ausgräber von Aquincum, Valentin Kuzsinszky (1864–1938), im 2. Band des 1902 veröffentlichten Lexikons der Antike, hier wurde auch wieder die Cohors VII Breucorum erwähnt.

### 20.–21. Jahrhundert
Auch im 20. Jahrhundert wurde die Anlage immer wieder durchwühlt und geplündert. So waren z. B. 1927 für den Bau des Gemeindezentrums Steine abgefahren worden. Parallel dazu gingen die wissenschaftlichen Forschungen nur schleppend voran. Erst mit Veröffentlichung von zwei neuentdeckten spätantiken Ziegelstempeln durch den Archäologen János Szilágyi (1907–1988) wurde die Erforschung der Schiffslände weitergebracht, doch sollte es noch bis ins Jahr 1950 dauern, bis der Direktor der Volksschule von Dunaszekcső, Ferenc Halász, den bis heute umfangreichsten Bericht über contra Florentiam am Ungarischen Nationalmuseum in Budapest vortragen konnte. Durch seine Dokumentation ist weit mehr über die Anlage bekannt geworden, als dies aus der bis dahin veröffentlichten Literatur und den heute noch erhaltenen Mauerresten zu erschließen war.
Nach den katastrophalen Überschwemmungen des Frühjahres 1956 begannen die Bewohner der Umgebung damit, weitere Mauerblöcke des Burgus als Material zum Wiederaufbau ihrer Häuser abzutragen. Daher beorderte das Museum von Pécs im April 1956 Pál Lakatos nach Dunafalva, um die Schäden aufzunehmen und weitere Zerstörungen zu unterbinden. Auch gab es immer noch einige Gelehrte, die das Bauwerk weiterhin als mittelalterliche Kirche ansahen. 1958 wurde der Archäologe, Althistoriker und Epigraphiker András Mócsy (1929–1987) auf die antike Schiffslände von Dunafalva aufmerksam und nahm vor Ort einige Untersuchungen an den Trümmern vor. Eine vollständige Aufnahme des Gebäudes war allerdings nach den vorangegangenen Verwüstungen nicht mehr zu ermitteln. Der rückwärtige Teil des Ländeburgus war im Ufersaum begraben. Vom zentralen Wohn- und Wachturm fehlte fast das gesamte Mauerwerk; nur die beiden seitlich anschließenden Turmfundamente ließen sich noch weitgehend dokumentieren. Trotz dieser Schwierigkeiten gelang es Mócsy unter Zuhilfenahme der älteren Veröffentlichungen und Unterlagen, eine vollständige Rekonstruktion des Grundrisses auf dem Papier wiederzugeben und das Bauwerk typologisch zuzuordnen. Seit 1958 hat sich der Donaulauf bis ins frühe 21. Jahrhundert weitgehend über die Anlage geschoben und unterspült deren Überbleibsel. Die erste wissenschaftliche Ausgrabung fand 2008 unter der Leitung von Zsolt Mráv statt.

## Zeitstellung
Die Archäologen Zsolt Mráv und Éva Maróti ordnen die ungarischen Ländeburgi aufgrund von Nachuntersuchungen sowie neuerer Forschungen in Dunakeszi (2002) und Szigetmonostor-Horány (1995) der valentinianischen Epoche (364–375) zu. Die ältere Forschung – so András Mócsy (1929–1987) – plädierte bei contra Florentiam und anderen gleichartigen Burgi für eine Erbauung unter Kaiser Diokletian oder Konstantin dem Großen (306–337), während sich der Archäologe Sándor Soproni (1926–1995) in dieser Frage für die Regierungszeit Constantius II. (337–361) aussprach. Zsolt Visy wiederum konnte sich eine Entstehung unter Diokletian oder Constantius II. vorstellen. Das Bauwerk wurde bis in die 430er Jahre genutzt und verfiel nach der endgültigen Aufgabe Pannoniens als römische Provinz.

## Baugeschichte
Die spätantike Anlage von Dunafalva ist von ihrer Bauart her mit dem am Donauknie gelegenen Burgus Verőcemaros-Dunamező fast identisch. Solche Ländeburgi sind ansonsten nur aus Deutschland bekannt. So stand beispielsweise eine vergleichbare Befestigung in Engers bei Neuwied und eine weitere in Neckarau bei Mannheim.
Der 16 × 22 Meter große rechteckig Wohn- und Wachturm, das Kernwerk der Fortifikation, wurde in einer kombinierten Bautechnik aus Steinen und Ziegeln errichtet. Im Fundamentbereich waren dessen ausgebrochene Mauern 3,50 Meter stark. Im Inneren rekonstruierte Mócsy mittig zwei quadratische nebeneinander angeordnete Pfeilerfundamente, wie sie auch an den besser erhaltenen Ländeburgi gleichen Typs gefunden wurden. Sie trugen einst die aufgehende Konstruktion mit mehreren Stockwerken und das schwere, ziegelgedeckte Dach. Die nordwestliche Längsseite des Zentralgebäudes folgte dem davor liegenden Donaulauf; von den beiden schmäleren Flanken ging je eine längs geführte, 1,5 Meter dicke Mauer geradeaus nach Nordosten und Südwesten ab. An ihren Endpunkten stand je ein quadratischer Turm, der ebenfalls 1,5 Meter starke Mauern besaß. Von diesen beiden Türmen führte wiederum im rechten Winkel zu den Längsmauern je eine weitere, möglicherweise zinnenbewehrte Mauer Richtung Donauufer, die – dem Baumuster ähnlicher und wesentlich besser erhaltener Ländeburgi folgend – mit weiteren Turmbauten abschloss.
Der vordere, westliche Teil der Befestigung, der in den Uferbereich der Donau hineinragte, wurde nach dem Abzug der Römer im Laufe der Zeit durch die Seitenerosion unterschnitten und zerstört. Wie Halász noch ermitteln konnte, war dieser Abschnitt des Bauwerks auf einem Pfahlrost mit waagrecht gelegenen und senkrecht eingeschlagenen, starken Eichenholzbalken gegründet worden. Mócsy beobachtete zudem die in den römischen Fundamentbereich eingesetzten horizontalen und vertikalen Rutenbündel, die zur Stabilisation des aufgehenden Mauerwerks wichtig waren. Der Archäologe glaubte, anhand der erhaltenen Pfahlstrukturen erkennen zu können, dass von den beiden angenommenen, im Gerinneufer errichteten Türmen, zumindest auf eine gewisse Länge je ein weiterer Mauerabschnitt nach Westen beziehungsweise Osten einknickte. Auf diese Weise wäre ein viereckiger Innenhof entstanden, den die Umwehrung zangenartig umschlossen hätte. Unterstützung erhielt Mócsy bei dieser Überlegung auch von seinem jüngeren Kollegen Zsolt Mráv. Dieser hat den Burgus Dunakeszi nachuntersucht und konnte feststellen, dass mit Hilfe alter Überlieferungen und Zeichnungen tatsächlich mit einem mehr oder minder starken gemauerten Verschluss der gegen den Fluss gerichteten Burgusanlage zu rechnen ist. Möglicherweise befand sich dort nur ein Tor oder eine andere, größere Öffnung, um Schiffe vor feindlichen Angriffen gesichert an Land ziehen zu können, wie dies Altphilologe Wilhelm Schleiermacher (1904–1977) annahm. Möglicherweise könnten die hölzernen Baureste anstatt dieser vermuteten Zangenmauern auch auf eine durchgehende Uferbefestigung im Bereich der Anlegestelle hinweisen. Halász überliefert im Zusammenhang mit den Wehranlagen, dass die Mauern zur Donau hin 1,90 Meter, gegen Südosten jedoch nur mehr 1,45 Meter stark gewesen sein sollen, wobei er aber den südöstlichen Teil selbst nicht mehr untersuchen konnte.

## Truppe
Als einzige der spätantiken Schiffsländen in Ungarn ist beim Burgus contra Florentiam auch der Truppenname durch die Notitia dignitatum überliefert. Es handelt sich in diesem Fall um Equites sagittarii, eine Schwadron berittener Bogenschützen, wie sie beispielsweise auch vom nur 30 × 29 Meter großen Burgus des oberpannonischen Donaukastells Gerulata und von vielen anderen Armeestandorten des Imperiums bekannt sind. Diese erst im Zuge der Heeresreformen des späten 3. Jahrhunderts aufgestellten Einheiten wurde meist bei Völkerschaften ausgehoben, die sich auf den Umgang mit dieser Art von Waffentechnik spezialisiert hatten. Soproni ging davon aus, dass die in Dunafalva liegende Truppe aus dem südlichsten Kastell der Provinz Valeria, Altinum, hierher verlegt worden war.

## Funde
Zum Fundgut aus dem Burgus von Dunafalva gehörte vor allem spätantike Keramik und Münzen. Neben den bereits genannten vier Inschriftenspolien, die als billiges Baumaterial höchstwahrscheinlich aus dem gegenüberliegenden Florentia stammten, sind noch die von Horvath und Halász erwähnten Ziegelstempel der Cohors VII Breucorum civium Romanorum equitata bekannt. Ziegel mit diesem Aufdruck dürften ebenfalls aufgrund ihrer sekundären Verwendung nach Dunafalva gelangt sein.
Szilágyi nannte erstmals auch noch andere Stempel:
- OF ARN VRSICINI MG und
- OF ARN BONO MG.[14]

Außer diesem waren Halász – nach eigener Interpretation – noch folgende Stempel bekannt:
- COH VII BR C R EQ,
- [OF] ARN MAXENTI A ...,
- OF ARN MAXENTI A NIN,
- OF AR BO[NO MG],
- AEAM...NRKI,
- TERENTIAN VX,
- ...AC... und
- ...DA....

Er wies zudem auf ein in Zweitverwendung verbautes Pan-Relief hin. Mócsy nennt auch noch Dachziegel mit Stempel des Frigeridus Dux. Dieser war Oberkommandierender (Dux Valeriae ripensis) der Provinz Valeria in den Jahren 371–373/374, Contra Florentiam befand sich an der Südgrenze von Valeria.
Die aufgefundenen Stempel sind typisch für die rege Bautätigkeit unter Kaiser Constantius II. bzw. Valentinian I. (364–375) am pannonischen Limes. Eine wichtige Erkenntnis war auch, dass sich viele der spätantiken Stempelabdrucke aus Dunafalva nicht am Kastell Florentia wiederfanden. Einige dieser Stempel, wie die des Frigeridus, lassen sich sehr wahrscheinlich mit aus anderen Quellen stammenden Lebensläufen verbinden. Die Stempel der sogenannten OF ARN-Gruppe (unsichere Auflösung der Buchstaben zu: Officinae auxiliares ripenses) können in die Zeit der Herrschaft der Kaiser Constantius II. (337–361) und Valentinian datiert werden. Da sich die Stempelabkürzungen AR, ARN bzw. ARAN einstweilen jedoch nicht eindeutig erklären lassen, sind die bisherigen Übersetzungsvorschläge rein spekulativ.
Nach Meinung des Archäologen Barnabás Lőrincz (1951–2012) können die Ziegel des vorgenannten Maxentius der Zeit zwischen 351 und 354 n. Chr. zugeordnet werden. Andere Forschungsergebnisse, welche die Ziegelstempel des Maxentius in den Provinzen Pannonia I und Valeria sowie im benachbarten Barbaricum analysierten, legen das Auftreten dieser Stempel entweder an das Ende der 350er Jahre oder in die letzten Jahre Valentinians I. Halász’ Lesung von OF ARN MAXENTI A NIN ist wahrscheinlich als falsch anzusehen. Bekannter sind hingegen die Stempel OF ARN MAXENTI A VIN. Auch der Stempel TERENTIAN VX gibt einige Rätsel auf. Namentlich bekannt sind in dieser Hinsicht nur ein Terentius dux als Amtsvorgänger des Frigeridus und ein annähernd zeitgleicher Militärtribun namens Terentianus.
Auch die Buchstabenfolge des Bruchstücks AEAM...NRKI lässt sich an anderen ungarischen Limesbauten nicht finden. Die erste Namensnennung des Magisters Bonus hingegen geschah bereits am Ende der Ära des Constantius II. oder gleichfalls in der nachfolgenden valentinianischen Epoche. Der Magister figlinarum Ursicinus fand sich nur bei wenigen anderen Ländeburgi und Kastellplätzen der Provinz, wie z. B. in Dunakeszi und Göd-Bócsaújtelep, bei den übrigen Anlagen am Donauknie und der Donauinsel St. Andrä kommt er überhaupt nicht vor.

## Limesverlauf zwischen dem Burgus contra Florentiam (Burgus Lugio 1) bis zum Kastell Mohács-Kölked
| Strecke | Name/Ort                      | Beschreibung/Zustand |
| ------- | ----------------------------- | --- |
| 8       | Dunaszekcső, (Burgus Lugio 5) | Südlich von Dunaszekcső, an der Westseite der Landstraße 56, steigt am Südufer des Celenka-Baches das Land zu einem Plateau an. An diesem Hanganstieg sowie auf seiner Kuppe konnte Zsolt Visy bei einer Feldbegehung im Jahr 2001 in einem Umkreis von 150 Metern rund drei antike Gebäude ermitteln. Der Fundort barg viele Steine sowie Dachziegel- und Keramikfragmente. Ähnliche Funde kamen auch auf der gegenüberliegenden Seite des Baches ans Licht. Möglicherweise lag hier eine Mansio (Rasthaus und Pferdespannstation) mit einem Turm auf der Kuppe. |
| 8       | Dunaszekcső, (Burgus Lugio 6) | Rund 500 Meter südlich der mutmaßlichen Turmstelle konnten erneut römische Spuren festgestellt werden. Auch hier lag der Bereich westlich der heutigen Landstraße 56 rund 30 Meter entfernt auf einem höher gelegenen Bereich an einem Hügel. Bei der genannten Feldbegehung 2001 wurden dort etliche Steine, zerbrochene Ziegel und Keramikscherben entdeckt, die sich in einem Umkreis von 50 Metern streuten. |
| 8       | Bár, (Burgus Lugio 2)         | Als erster schlug der Archäologe Ferenc Fülep (1919–1986) vor, die verstreuten römischen Funde aus dem an der Landstraße 56 gelegenen Straßendorf Bár in Verbindung mit einer bisher unbekannten Wachturmstelle zu bringen. Das Fundgut aus dem Dorfbereich umfasst Keramik, Eisengegenstände sowie Münzen aus den Regierungszeiten der Kaiser Philippus Arabs (244–249) und Valens (364–378). |
| 8       | Mohács, (Burgus Lugio 3)      | Die bis vor die Stadt Mohács reichenden Höhenzüge löst eine weite Ebene ab, auf der die Römerstraße in gerader Richtung nach Süden verläuft. Sie berührt dabei das heutige Stadtzentrum nicht, sondern verläuft südlich von Mohács östlich der modernen Landstraße und knickt dann leicht nach Osten zum Kastell Kölked ab. Aus dem Stadtgebiet von Mohács sind römische Funde, darunter auch Bestattungen bekannt geworden. Ein Kastell hat es hier offenbar aber nicht gegeben. Zu den Befunden aus Mohács zählt auch ein typisch germanisches Haus, das anhand seiner spätrömischen Keramik datiert werden konnte sowie ein nahebei entdecktes Grab. Aufgrund der römischen Fundhäufung ging Fülep davon aus, dass sich im Altstadtgebiet nahe der Donau ein Wachturm befunden haben könnte. |
| 8       | Mohács, (Burgus Lugio 4)      | Auf Grundlage eines Luftbildes schlug Visy vor, im Süden von Mohács auf der Westseite der Landstraße 56 einen Wachturm erkennen zu können. Die Stelle befindet sich heute unmittelbar nordwestlich eines Kreisverkehrs in einem Feld. An diesem Kreisverkehr wird die Landstraße zur Umgehungsstraße, die westlich an Mohács vorbeiführt. Südöstlich der mutmaßlichen Turmstelle konnte die Limesstraße in ihrem Verlauf zum nahen Kastell Mohács-Kölked nachgewiesen werden. Die von Visy vorgenommenen Feldbegehungen erbrachten jedoch keinerlei Hinweise auf eine archäologische Stätte. |
| 8       | Kölked                        | Südlich von Mohács liegt das Areal des Kastells Mohács-Kölked. |

## Denkmalschutz
Die Denkmäler Ungarns sind nach dem Gesetz Nr. LXIV aus dem Jahr 2001 durch den Eintrag in das Denkmalregister unter Schutz gestellt. Der Burgus Dunakeszi sowie alle anderen Limesanlagen gehören als archäologische Fundstätten nach § 3.1 zum national wertvollen Kulturgut. Alle Funde sind nach § 2.1 Staatseigentum, egal an welcher Stelle der Fundort liegt. Verstöße gegen die Ausfuhrregelungen gelten als Straftat bzw. Verbrechen und werden mit Freiheitsentzug von bis zu drei Jahren bestraft.